# Eumerus rufitibiis
Eumerus rufitibiis là một loài ruồi trong họ Ruồi giả ong (Syrphidae). Loài này được Sack mô tả khoa học đầu tiên năm 1922. Eumerus rufitibiis phân bố ở miền Đông phương